# Sinojackia microcarpa
Sinojackia microcarpa là một loài thực vật có hoa trong họ Bồ đề. Loài này được C.T. Chen & G. Y. Li miêu tả khoa học đầu tiên năm 1997.

## Hình ảnh

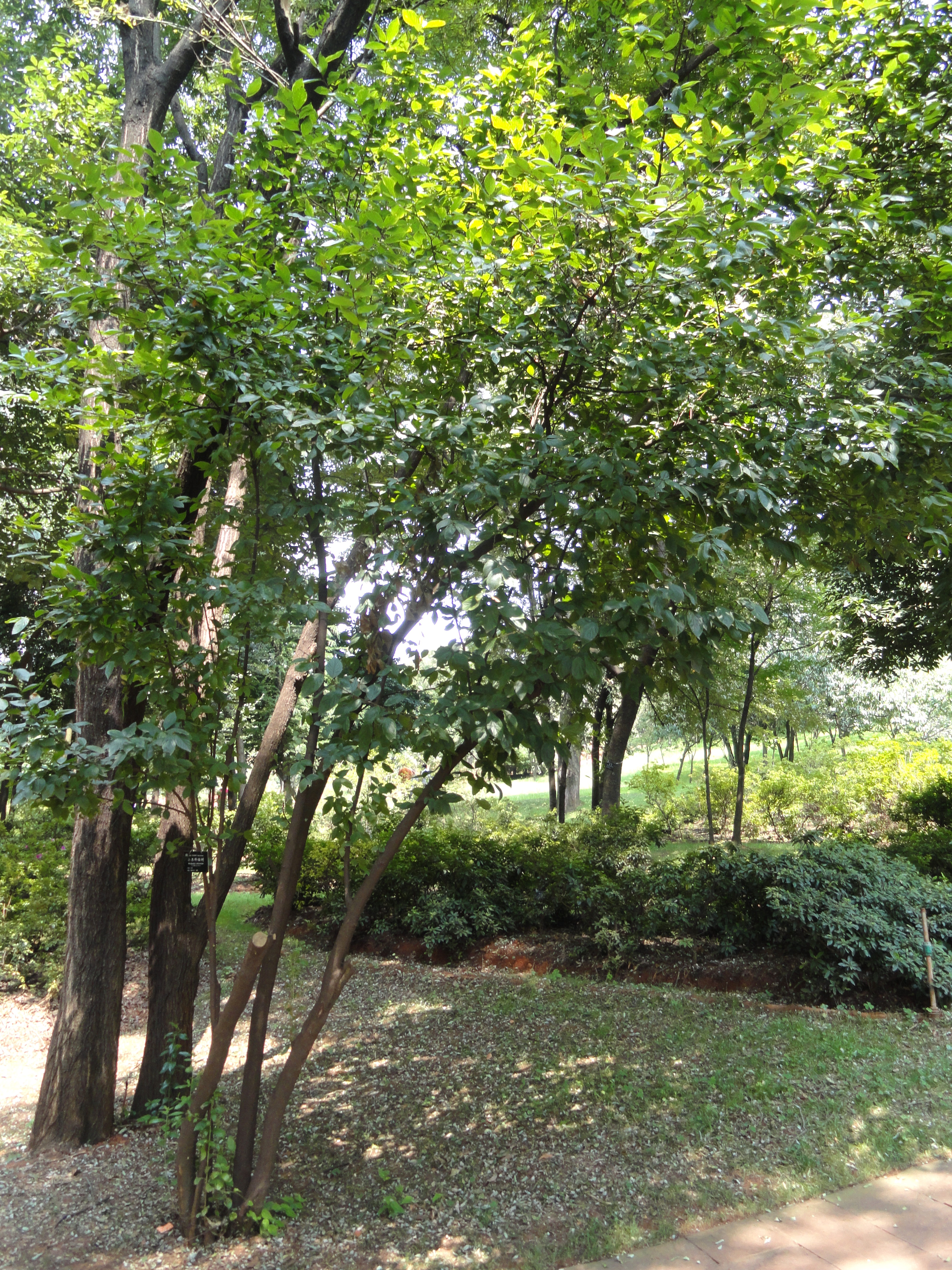